# Mario Sammarco
(Giuseppe) Mario Sammarco (13 de desembre de 1868, encara que algunes fonts indiquen el 1867 - 24 de gener de 1930) fou un baríton italià notable per la seva habilitat histriònica.

## Biografia
Sammarco va néixer a Palerm, Sicília, i estudià localment amb Antonio Cantelli. Feia el seu debut operístic a Palerm com Valentine a Faust el 1888. Posteriorment cantà reeixadament a La Scala de Milà, Buenos Aires i Londres. Entre 1904 i 1919 apareixia intermitentment, en 26 papers diferents, al Royal Opera House, Covent Garden.
Fou contractat a Nova York per Oscar Hammerstein per la seva Manhattan Opera Company en substitució del gran cantant francès Maurice Renaud. Cantà amb la companyia Manhattan entre 1908 i 1910, convertint-se en el seu baríton italià principal, però mai no debutà al Metropolitan Opera rival.
Després treballà per l'òpera de Chicago-Filadèlfia. Continuà la seva carrera fins que el 1913 es va trobar amb la desaprovació de Mary Garden en una producció de Chicago de Tosca. La soprano demanà el seu reemplaçament; però després que els propietaris s'hi neguessin, notablement Emmy Destinn, les actuacions es portaren a terme amb èxit crític.
Les seves aparicions operístiques finals foren al Teatro San Carlo de Nàpols el 1919.
A part de Scarpia (el seu paper de debut al Covent Garden), va ser un famós Rigoletto, Marcello, Germont, Renato, Enrico i Amleto, apareixent davant alguns dels cantants més fins del seu dia. No era un especialista del belcanto, però era un dels millors del verisme, creant els papers de Gerard a Andrea Chénier de Giordano el 1896 i de Cascart a Zazà de Leoncavallo el 1900.
Sammarco fou actiu durant una època en la qual s'exigia als barítons italians una habilitat excepcional. No va ser un impediment per ell per llaurar-se una carrera internacional lucrativa davant de competència poderosa de Mattia Battistini, Antonio Magini-Coletti, Giuseppe Campanari, Mario Ancona, Giuseppe Pacini, Antonio Scotti, Eugenio Giraldoni, Riccardo Stracciari, Titta Ruffo, Domenico Viglione-Borghesi, Pasquale Amato i Carlo Galeffi.
Ensenyà cant després de retirar-se dels escenaris i tingué entre els seus alumnes l'hongarès Sándor Svéd i, moria a Milà.